# Castello d'Altafronte
Le Castello d'Altafronte (ou palais Castellani) est un complexe de bâtiments fortifiés de Florence, situé près de l'Arno, datant de la fin du XIe siècle, qui abrite aujourd'hui le musée Galilée anciennement Istituto e Museo di Storia della Scienza.

## Histoire et description
Le château est documenté depuis 1180 comme un complexe articulé de bâtiments, bien que l'origine du premier noyau puisse remonter au IXe ou Xe siècle car des traces d'un mur ont été trouvées, datant peut-être à l'époque de Mathilde de Toscane, qui reliait le site du château aux premiers murs. Ce mur remplaçait un ancien remblai en terre, attesté depuis le VIe siècle, et flanquait un fossé appelé Scheraggio, le long de l'actuelle Via Castellani, jusqu'à l'embouchure de l'Arno. Dans cette position, le château avait une position défensive importante pour la ville, assumant la fonction de fermeture des fortifications vers le fleuve et de protection du port fluvial de Florence et des bâtiments construits entre le fleuve et les murs.
Le nom dérive de la famille Altafronte qui le possédait jusqu'en 1180, date à laquelle il fut vendu à la puissante famille gibeline Uberti. En 1297, il était flanqué du pont construit, probablement sur un projet d'Arnolfo di Cambio, sur un ancien point de passage du haut Moyen Âge. En raison de l'inondation de 1333, le pont est détruit, le château est gravement endommagé et, à la suite de cet événement, est reconstruit sous différentes formes, utilisé désormais comme résidence privée. Plus tard, il est acheté par la famille Castellani, qui, sur le site désormais profondément modifié, construit l'actuel palais Castellani.
Le bâtiment est également connu pour avoir accueilli Démétrios Paléologue (fils de Manuel II) en 1439, frère de Jean VIII Paléologue et Constantin XI Paléologue qui étaient des empereurs byzantins, qui est venu dans la ville pour le concile qui s'est tenu à Florence cette année-là.
En 1572-74, Bernardino Poccetti a peint divers graffitis sur la façade, documentés par Philippe Baldinucci et aujourd'hui complètement perdus. Se souvenant d'eux, Fantozzi (1842) déclare qu'ils ont été détruits par le temps « à l'exception des armoiries des Médicis que l'on peut voir au-dessus de cette fenêtre du premier étage qui reste à l'aplomb de la porte d'entrée ». En 1574, les cinq Giudici di Ruota, établis en 1502 pour les affaires civiles et ainsi appelés parce qu'ils alternaient « à tour de rôle » les tâches d'échange, s'installent au palais, laissant l'ancien bureau du palais du Bargello. Cela a conduit au nouveau nom du bâtiment, « dei Giudici », qui a été maintenu même après la suppression du pouvoir judiciaire en 1841.
En 1839, l'architecte Francesco Leoni « a restauré l'ensemble du bâtiment lui conférant une grande solidité et, à l'emplacement de son ancienne cour inutile, a construit un escalier pratique et esthétique qui était bien nécessaire, l'ancien, au-delà de la croyance, étant inconfortable et mal situé » (Fantozzi 1842). Ces travaux ont été réalisés pour rendre le bâtiment apte à accueillir le Commissariat à la Guerre, le Commandement général et l'Administration militaire, mentionnés à plusieurs reprises comme étant stationnés dans ses salles dans la littérature ultérieure.
Pendant les années de Florence en tant que capitale (1865-1870), il a abrité, après l'adaptation des systèmes et quelques finitions confiées à l'ingénieur Luigi Boccini, l'État et la gestion des propriétés royales, la section administrative pour les usines et le stockage des tapisseries et autres artefacts et œuvres du Palazzo Vecchio. En 1883, dans l'intention de recouvrer une hypothétique situation d'origine, le plâtre et les graffitis ont été enlevés des étages supérieurs, exposant la maçonnerie. En 1885, rattaché à l'actuelle bibliothèque Magliabechiana, il devient le siège de la Bibliothèque nationale où se trouvaient les manuscrits et le logement du bibliothécaire, à la suite de nouvelles adaptations dirigées par l'architecte Dini.
Dans les années suivantes, bâtiment appartenant désormais à l'État, il abrite la Deputazione di Storia Patria et l'Accademia della Crusca, jusqu'à ce que le nouveau siège de la Bibliothèque soit construit pour abriter l'Institut et le Musée d'histoire des sciences de l'Université de Florence, fondés par Andrea Corsini et le prince Piero Ginori Conti en 1927 et inaugurés en mai 1930.

Palais Castellani.

Dans la liste dressée en 1901 par la Direction générale des antiquités et des beaux-arts, le palais apparaît comme un édifice monumental à considérer comme patrimoine artistique national.
Après avoir fait face aux dégâts causés par la Seconde Guerre mondiale et l'inondation du 4 novembre 1966, diverses et importantes interventions de restauration et de réaménagement intérieur ont été menées à l'intérieur du bâtiment. Entre 2002 et 2003, grâce à une restauration effectuée au sous-sol, quatre arcs massifs des fondations en pierre de l'ancien château d'Altafronte ont été mis au jour.
En 2008, le musée a été fermé pour permettre d'autres interventions d'aménagement et d'adaptation des espaces intérieurs (projet Guicciardini & Magni Architetti studio associé, travaux de structure par l'ingénieur Leonardo Paolini), avec une réouverture en 2010 avec le nouveau nom de Musée Galilée.